# Gottfried Stute
Gottfried Stute (* 28. April 1929 in Münster; † 10. August 1982 in Österreich) war ein deutscher Ingenieurwissenschaftler, der als Hochschullehrer das neu gegründete Institut für Steuerungstechnik der Werkzeugmaschinen und Fertigungseinrichtungen (ISW) der Universität Stuttgart in den Jahren 1965 bis 1982 leitete.

## Leben
Stute besuchte das Gymnasium für Jungen in Bielefeld, wo er 1949 die Reifeprüfung ablegte und studierte dann bis 1954 an der Rheinisch-Westfälischen Technischen Hochschule in Aachen (RWTH Aachen) das Fach Allgemeine Elektrotechnik. Nach dem Studium wurde er für sechs Jahre wissenschaftlicher Mitarbeiter und Assistent am Werkzeugmaschinenlabor WZL der RWTH Aachen und schrieb unter seinem Leiter Herwart Opitz eine Dissertation über die Gesetzmäßigkeiten der Funkenerosion mit dem Titel „Ausnutzung elektrischer Entladungen zur Metallbearbeitung“. In Aachen machte er sich auch gründlich mit der Mitte der 50er Jahre in den USA entwickelten Technik für numerische Steuerungstechnik von Werkzeugmaschinen vertraut und baute damit ab 1960 als Abteilungsleiter bei der AEG mit großem Erfolg den Bereich elektronische und Numerische Steuerungen für Fertigungseinrichtungen auf.
Aufgrund seiner richtungsweisenden Arbeiten wurde Stute schon mit 36 Jahren im September 1965 als ordentlicher Professor auf den an der Universität Stuttgart als ersten seiner Art neu errichteten Lehrstuhl für Steuerungstechnik der Werkzeugmaschinen und Fertigungseinrichtungen (ISW) berufen und zum Direktor des gleichnamigen Institutes bestellt. Stute baute in kürzester Zeit ein neues Lehrangebot sowie ein leistungsfähiges Forschungsteam auf und hat in den 17 Jahren seiner Tätigkeit das Fachgebiet sowohl in der Lehre als auch forschungsmäßig in gelebter Zusammenarbeit mit der Industrie mit großem Erfolg vertreten. Durch die Entwicklung der Computertechnik wandelte sich während seiner Dienstzeit die NC-Technik (Numerical Control) zur CNC-Technik (Computerized Numerical Control), die er maßgeblich mitgestaltete. In über 150 Veröffentlichungen in Zeitschriften und Büchern hat er die Ergebnisse seiner Forschungstätigkeit bekannt gemacht, daneben betreute er persönlich 49 Promotionen.
Stute war verheiratet und hatte einen Sohn und eine Tochter.

## Hochschulpolitisches Wirken
Stute war vielfältig für die Universität Stuttgart im Einsatz: 1969–1971 als Dekan des Fachbereichs Fertigungstechnik, 1970–1982 als Mitglied des Verwaltungsrates, 1973–1978 als Prorektor, 1972–1982 stellvertretender Vorsitzender der Vereinigung der Freunde der Universität Stuttgart.
Daneben engagierte er sich auch stark für die Förderung der ingenieurwissenschaftlichen Forschung in der BRD. Er war von 1973 bis 1978 Mitglied des Senats und des Hauptausschusses der Deutschen Forschungsgemeinschaft (DFG) und daselbst von 1973 bis 1979 Vorsitzender des Ausschusses für Angewandte Forschung, 1977–1982 Mitglied des Sachverständigenrates des Bundesministeriums für Forschung und Technologie (BMFT, heute: Bundesministerium für Bildung und Forschung (BMBF)). Im Frühjahr 1982 wurde er in die Forschungskommission Baden-Württemberg berufen. Er war Mitglied in der Hochschulgruppe Fertigungstechnik (HGF), heute: Wissenschaftliche Gesellschaft für Produktionstechnik (WGP) und in der Internationalen Akademie für Produktionstechnik (C.I.R.P.).

## Forschungsschwerpunkte (Ausschnitt)
- Programmierung von 2½-5achsigen Werkzeugmaschinen (u. a. Mitarbeit an EXAPT=Extended Subset of Automatically Programmed Tools),
- Antriebssysteme und Lageregelung für Werkzeugmaschinen. Die Ergebnisse wurden in den alljährlich stattfindenden Lageregelseminaren vorgetragen, die bis heute (2015) fortgesetzt werden.
- Offene Steuerungssysteme, Entwicklung des Mehrprozessorsteuerungssystems (mpst). Die Ergebnisse wurden für die steuerungstechnisch orientierte Industrie durch den mpst-Kreis e.V. verwaltet.
- Regelung technologischer Zerspanungsgrößen (AC=Adaptive Control) mit der Zielsetzung günstiger Stückkosten für das Drehen und Fräsen,
- Ein Flexibles Fertigungssystem mit einem beispielgebenden System aus vier verketteten Fräsmaschinen, einer Messstation sowie verbindendem Transportsystem und Speichersystem für Werkstücke und Werkzeuge war Forschungsthema im Rahmen des Sonderforschungsbereichs SFB 155.
- Direct Numerical Control (DNC) u. a. mit Betriebsdatenerfassung, Materialfluss, Überwachung, Diagnose, integriertem Informationsfluss

## Schriften (Auswahl)
- EXAPT-Möglichkeiten und Anwendung der automatischen Programmierung für NC-Maschinen. Herwart Opitz, Wilhelm Simon, Gottfried Stute: Industrie-Anzeiger 89, 1967:15: S. 281
- Die numerische Steuerung in der Fertigungstechnik. Herold, H.H., Maßberg, W., Stute, G., VDI-Verlag, Düsseldorf 1971
- Rechnergeführte Fertigung. Günter Spur, Gottfried Stute, Manfred Weck, Carl Hanser, München, Wien 1977.
- Die Lageregelung an Werkzeugmaschinen. Selbstverlag des Instituts für Steuerungstechnik der Universität Stuttgart, TB 1979
- Steuerungen. Stute, G. In: Dubbel. Springer Verlag, Berlin, Heidelberg, New York 1981
- Regelung an Werkzeugmaschinen. Stute, G. Hrsg., Carl Hanser, München, Wien 1981
- Elektrische Vorschubantriebe für Werkzeugmaschinen. Groß, H., Stute, G. u. a., Siemens AG, Berlin, München 1981.
- Beiträge zur Weiterentwicklung der Automatisierungstechnik Band 6. Stute, G. u. a., Carl Hanser, München, Wien 1983.